# Mesoptila
Mesoptila là một chi bướm đêm thuộc họ Geometridae.

## Các loài
- Mesoptila compsodes Meyrick, 1891
- Mesoptila deviridata (Warren, 1907)
- Mesoptila excita (Prout, 1958)
- Mesoptila festiva (Prout, 1916)
- Mesoptila melanolopha Swinhoe, 1895
- Mesoptila murcida Mironov & Galsworthy, 2012
- Mesoptila unitaeniata (Warren, 1906)